# Боброво (Куявсько-Поморське воєводство)
Боброво (пол. Bobrowo, нім. Bobrau) — село в Польщі, у гміні Боброво Бродницького повіту Куявсько-Поморського воєводства.
Населення — 393 особи (2011).
У 1975-1998 роках село належало до Торунського воєводства.

## Демографія
Демографічна структура станом на 31 березня 2011 року:
|          | Загалом | Допрацездатний вік | Працездатний вік | Постпрацездатний вік |
| -------- | ------- | ------------------ | ---------------- | -------------------- |
| Чоловіки | 192     | 32                 | 140              | 20                   |
| Жінки    | 201     | 41                 | 112              | 48                   |
| Разом    | 393     | 73                 | 252              | 68                   |